# Peter Ludwig Kühnen
Peter Ludwig Kühnen, in sommige bronnen ook Kuhnen en in België bekend als Pieter Lodewyk Kuhnen of Pierre Louis Kuhnen, (Aken, 14 februari 1812 – Schaarbeek, Brussel, 22 november 1877) was een Duitse landschapsschilder uit de periode van de Romantiek.

## Leven en werken

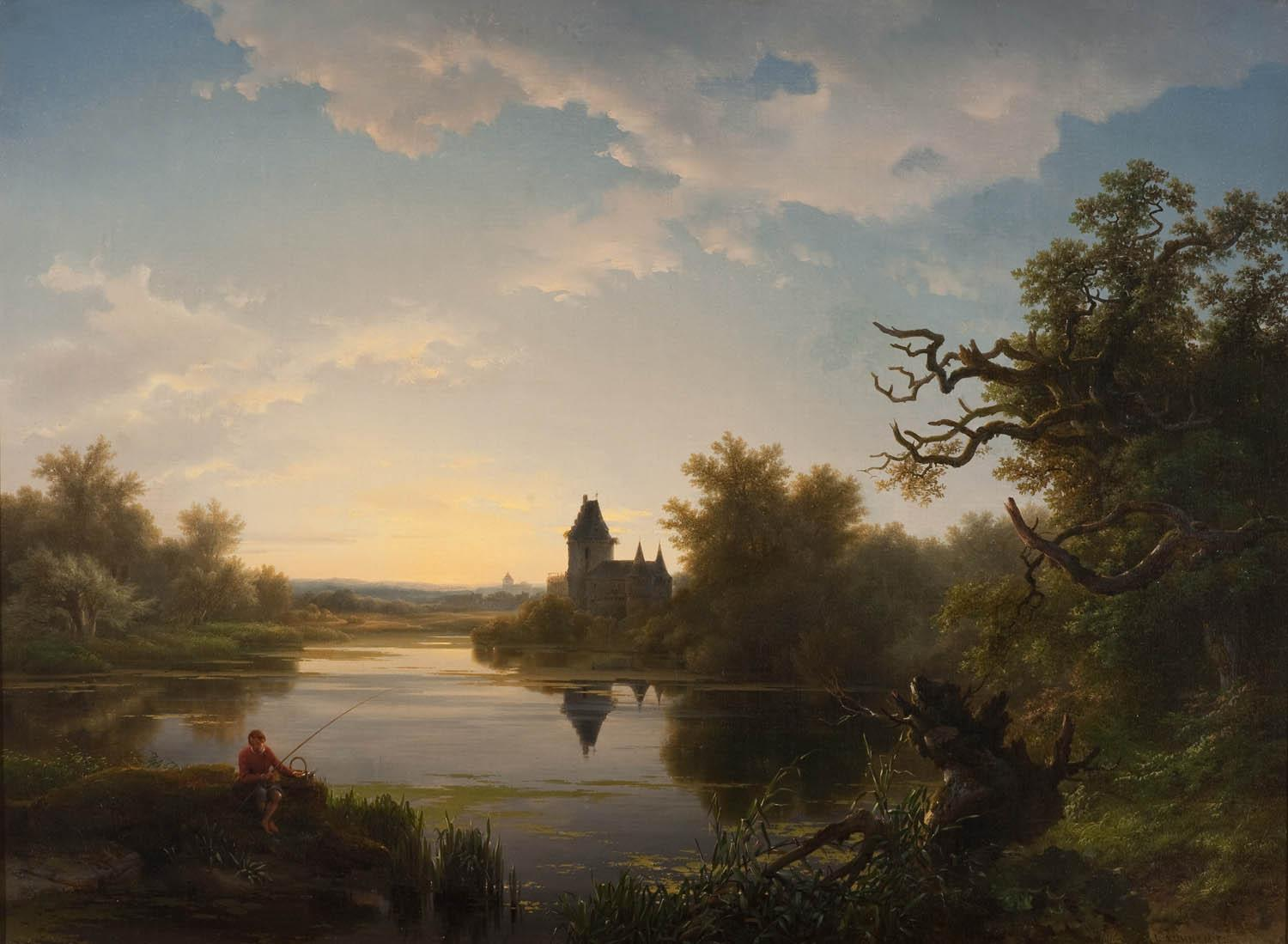
Eenzame visser in avondlicht, 1841

De zoon van koopman Simon Gerlach Kühnen en Anne Plum werd al op dertienjarige leeftijd halve wees. Op grond daarvan subsidieerde het gemeentebestuur van Aken de opleiding tot lithograaf die hij genoot in de “La Ruelle'sche Accidenzdruckerei” in Aken. In zijn vrije tijd nam hij tekenlessen bij Jean-Baptiste Bastiné aan de tekenschool van Aken. Daar bevestigden zijn docenten zijn enorme vlijt en grote technische precisie. Aanvankelijk specialiseerde Kühnen zich in wapentekeningen en miniatuurportretten, die hij van vele vooraanstaande personen maakte. Vanaf circa 1830 maakte hij zijn eerste landschapsschilderijen. In het midden van de jaren dertig kreeg Kühnen van hertog Prosper Lodewijk van Arenberg de opdracht om zijn zoon te schilderen. Ook door deze werken werd hij bekend, vooral bij Belgische kunstenaars en kunstkenners. Hierdoor gemotiveerd en door meerdere Belgische schilders, onder wie Gustaaf Wappers, Jozef Geefs, Eugène Joseph Verboeckhoven en Ferdinand de Braekeleer aangemoedigd, ging hij in 1836 in Brussel werken. Hier werd hij echter al snel, door een oogaandoening als gevolg van het werken met een vergrootglas, gedwongen de uiterst fijne en nauwkeurige miniatuurschilderkunst op te geven.
Nadat zijn oogaandoening grotendeels was hersteld, wijdde Kühnen zich aan de landschapsschilderkunst. Hiermee behaalde hij zijn grootste successen, zijn schilderijen werden op meerdere kunst- en schilderijententoonstellingen getoond. In 1842 werd hij tijdens de Salon van Brussel onderscheiden met een zilveren medaille en drie jaar later met een gouden. In 1846 kreeg hij in Parijs de hoogste ereprijs van de Salon van Parijs toegekend en in 1850 ontving hij nogmaals een eerste prijs in Brugge. Verder was hij vier keer bij de schilderijententoonstelling van de kunstvereniging in Bremen alsook in Londen en Amerika vertegenwoordigd. Dit leidde ertoe dat Kühnen zeer veel opdrachten van kunstliefhebbers en van de Belgische hoge adel kreeg. Hij werd bovendien aangesteld als privédocent tekenen en schilderen van enkele getalenteerde jonge kunstenaars zoals François Roffiaen, Anna Boch or Euphrosine Beernaert. Hij wordt beschouwd als een voorloper van de Tervurse school) En dicht aanleunend bij de School van Barbizon.
Later werd Kühnen door het Belgische koningshuis opgemerkt. Koning Leopold I nam hem in dienst als teken- en schilderdocent van zijn enige dochter, Charlotte van België. In 1856 verleende de koning hem de Leopoldsorde.
Jaren later nog, toen Charlotte van België al met Maximiliaan van Mexico getrouwd was en hierdoor keizerin van Mexico was geworden, zorgde zij er als dankbetuiging voor zijn jarenlange kunstlessen voor dat Kühnen in 1865 geëerd werd met de Orde van Onze Lieve Vrouwe van Guadalupe.

## Gezin
Peter Ludwig Kühnen was getrouwd met Anna Barbara Josefine Hubertine Beckers(1807–1864), die zelf bij kenners een bekende landschapsschilderes was. Hun zoon, Simon Gerlach Leopold Victor Kühnen (Aken, 25 juni 1836), trad in de voetsporen van zijn ouders en werd een verdienstelijke portretschilder. Peter Ludwig Kühnen liet een groot deel van zijn werken na zijn dood na aan het Koninklijk Museum voor Moderne Kunst in Brussel en het Suermondt-Ludwig-Museum in Aken.

## Werken (selectie)
- Romantische Fluss- und Gebirgslandschaft, olieverf op doek[2]
- Landschaft mit Weiher[2]
- Figures by a ruin in an extensive wooded landscape, olieverf op doek[3]
- Sheep before a farmhouse in a wooded river landscape, olieverf op doek[4]
- A sunlit cottage near a pond, olieverf op doek[4]
- A landscape with three men in a boat
- Abendlandschaft mit rastenden Wanderern an einem Weg, olieverf op doek
- A wooded landscape with cattle and a cottage along a brook, olieverf op doek[4]
- View of town, olieverf op doek
- Animated landscape with waterfall, olieverf op doek
- The wood gatherers, olieverf op doek
- Figures in a river landscape, olieverf op doek

- Gemeinsame Normdatei: 116613106
- International Standard Name Identifier: 0000 0000 1367 0362
- RKD-Nederlands Instituut voor Kunstgeschiedenis: 46753
- Système universitaire de documentation: 266279287
- Union List of Artist Names: 500151057
- Virtual International Authority File: 30292290
- WorldCat: E39PBJhX63qwYXRxW9Bp4PtFrq